# عائلة الثعالب
عائلة الثعالب مسلسل رسوم متحركة بريطاني عرض لأول مره في عام 1999 ويتكون من 52 حلقة . تمت دبلجة المسلسل للغة العربية وعرض على إم ‌بي ‌سي 3، قناة بسمة للأطفال.

## روابط خارجية
- Official website of 'Pablo the Little Red Fox'
- عائلة الثعالب على موقع IMDb (الإنجليزية)
- عائلة الثعالب على موقع ميوزك برينز (الإنجليزية)
- عائلة الثعالب على موقع كينوبويسك (الروسية)
- عائلة الثعالب على موقع قاعدة بيانات الفيلم (الإنجليزية)